# 고니 (1962년)
고니(본명: 이영곤, 1962년 1월 11일 ~ )는 대한민국의 가수, 방송인, 부동산 컨설턴트이다.

## 데뷔
1983년 미국에서 뮤지컬배우 첫 데뷔하였고 1987년 미국 한인 방송 라디오 MC 데뷔하였으며 그로부터 21년 후 2008년 1집 음반 《첫사랑》을 발표하여 가수 데뷔하였고 음반 수록곡 《첫사랑》, 《미운정 고운정》이 트로트 음악 차트에서 히트하였다.

## 생애
1962년 1월 11일에 작곡가인 아버지 이봉조와 가수인 어머니 현미의 아들로 태어났고 남동생이 있다. 젊은 시절에 유학을 가서 미국에서 대학을 나온 후 부동산컨설턴트로서 활동하였고, 한때 1987년 한인 라디오 방송에서 DJ를 맡기도 하였다. DJ 활동을 하면서 가수에 대한 적성을 발견하였는데, 가족들은 고니가 가수가 되는 것에 반대 의사를 표했다.
2007년 11월에 고니는 세종문화회관 대극장에서 열린 현미의 국내 최초 《데뷔 50주년 기념 공연》에서 가수로서 데뷔 무대를 가졌고 큰 주목을 받았다. 이후 2008년에 현미의 적극적인 지원으로 원하던 가수의 길을 본격적으로 걷게 되었다.

## 음반
- 2008년 <첫사랑>